# Melanoplinae
A Melanoplinae az egyenesszárnyúak (Orthoptera) rendjében a sáskafélék (Acrididae) családjának egyik alcsaládja, amit 7 nemzetségre és 15, nemzetségbe nem sorolt nemre tagolnak.

## Nemzetségbe nem sorolt nemek
- Agnostokasia
- Aidemona
- Akamasacris
- Apacris
- Karokia
- Neopedies
- Nisquallia
- Parascopas
- Pedies
- Propedies
- Pseudoscopas
- Psilotettix
- Radacris
- Rhabdotettix
- Tijucella